# مايكل رول (كرة سلة)
مايكل رول (بالإنجليزية: Michael Roll)‏ مواليد 12 أبريل 1987 في ميسيون فيجو، هو لاعب كرة سلة تونسي/أمريكي. بدأ مسيرته الاحترافية في سنة 2010. يلعب مع بشكتاش لكرة السلة. يحمل الرقم 20. يبلغ طوله 6 قدم 6 بوصة (2.0 م). حقق المركز الثالث في بطولة أمم أفريقيا لكرة السلة 2015.

## المسيرة الاحترافية
لعب مع باسكت سرقسطة 2002 في الدوري الإسباني من سنة 2012 إلى 2014، ثم لعب مع تورك تيليكوم في الدوري التركي في موسم 2014–2015، ثم لعب مع ساسكي باسكونيا في الدوري الإسباني في سنة 2016، ثم لعب مع بشكتاش لكرة السلة في الدوري التركي في سنة 2016.

## الميداليات
| الميدالية | المسابقة                          |
| --------- | --------------------------------- |
| برونزية   | بطولة أمم أفريقيا لكرة السلة 2015 |

## روابط خارجية
- مايكل رول على موقع الاتحاد الدولي لكرة السلة (الإنجليزية)
- مايكل رول على موقع الدوري الإسباني لكرة السلة (الإسبانية)
- مايكل رول على موقع كرة السلة الأوروبية.كوم (الإنجليزية)
- مايكل رول على موقع كلية كرة السلة في سبورتس رفرنس.كوم (الإنجليزية)
- مايكل رول على موقع ريلجم (الإنجليزية)
- مايكل رول على موقع بروبوليرز (الإنجليزية)
- مايكل رول على موقع سبورتس رفرنس (الإنجليزية)